# Charlotte Frank
Pour les articles homonymes, voir Frank.
Charlotte Frank (née le 25 juillet 1959 à Kiel) est une architecte allemande.

## Biographie
Elle étudie l'architecture à Berlin de 1979 à 1984. Depuis 1987, elle travaille avec Axel Schultes au sein de BJSS-Architekten (Dietrich Bangert, Bernd Jansen, Axel Schultes, Stefan Scholz) ; elle et Axel Schultes collaborent aussi avec Christoph Witt depuis 1992.
Ses travaux architecturaux (en partie en collaboration avec Axel Schultes) sont notamment la Chancellerie fédérale à Berlin, le Kunstmuseum Bonn, le crématorium de Berlin-Baumschulenweg et la station de métro Bundestag.